# Sierre
Sierre (francès) o Siders (alemany) és un municipi de Suïssa i del districte de Sierre, al cantó de Valais. És a la vall del Roine, a 15 km riu amunt de Sion i és la segona ciutat del cantó.

## Història
La història de la ciutat està lligada al bisbat de Sion i a la història del cantó de Valais. El poblament original és d'època prehistòrica, ocupat més tard pels celtes, fou incorporat a l'Imperi Romà el 15 aC. A l'Edat Mitjana la ciutat era propietat del bisbe de Sion que n'encarregava l'administració a les principals famílies de la zona. A més, hi va fer construir un castell per tenir la zona controlada.
Amb la marxa dels exèrcits napoleònics el 1815, el Valais es va dotar de constitució i es va integrar a la Confederació Helvètica. El 1865 hi va arribar el ferrocarril i es va convertir en una zona turística, així com una zona de la indústria de l'alumini.

## Cultura
A nivell cultural hi destaca el Sierre Blues Festival.

## Ciutat agermanada
- Schwarzenbek (Alemanya)